# 深田晃司
深田 晃司（ふかだ こうじ、1980年 - ）は、日本の映画監督。東京都小金井市出身。大正大学文学部、映画美学校卒業。株式会社CRG（クリエイティブ・ガーディアン）所属。

## 経歴
1999年、映画美学校第3期フィクション・コース入学。2002年 、長編自主映画『椅子』を初監督、2004年渋谷アップリンク・ファクトリーにてロードショー公開。2006年映画『ざくろ屋敷』バルザック「人間喜劇」より』を東映アニメーションより発表。
2005年、平田オリザ主宰の劇団青年団に演出部として入団。2011年2月にこまばアゴラ劇場で初の映画祭を青年団俳優とともに企画開催し、富田克也、濱口竜介、真利子哲也といった若手監督たちの作品を上映した。
2011年3月に大阪アジアン映画祭で特集企画「Directors in Focus：深田晃司という才能」として、『歓待』『東京人間喜劇』『ざくろ屋敷」』『自転車と音楽』が上映。
2013年二階堂ふみ主演の『ほとりの朔子』でナント三大陸映画祭 グランプリ金の気球賞と若い審査員賞をダブル受賞、タリン・ブラックナイト映画祭最優秀監督賞を受賞。
2015年、『さようなら (2015年の映画)』で東京国際映画祭メインコンペティション選出。同作の脚本で第18回菊島隆三賞ノミネート。マドリード国際映画祭にてディアス・デ・シネ最優秀作品賞受賞。
2016年、『淵に立つ』が第69回カンヌ国際映画祭「ある視点」部門審査員賞を受賞。また同年6月には、第40回アヌシー国際アニメーション映画祭にて『ざくろ屋敷』が正式招待された。カンヌとアヌシーに同年に別個の作品で呼ばれることは極めて珍しい。
2017年、『淵に立つ』による成果に対して、第67回芸術選奨文部科学大臣新人賞を受賞。
2020年、新型コロナウイルス感染拡大の影響で全国の映画館が営業自粛を余儀なくされ、経営危機に陥るミニシアターが続出。政府の補償も不明瞭な中、同じく映画監督の濱口竜介とともに全国の小規模映画館支援のためのクラウドファンディング『ミニシアター・エイド基金』を立ち上げた。

## 主な作品

### 映画
- 綱渡り（2000年、映画美学校、監督：小出豊） -  美術[4]
- 蘇州の猫（2001年、映画美学校、監督：内田雅章） - 助監督・スクリプター [5]
- ひとりだち（2003年、イーアンドエー／劇団シニア、監督：越坂康史） - 助監督[6]
- 愛の人イーグ（2004年、監督：長谷川健） - 撮影部[7]
- ルック・オブ・ラブ（2005年、映画美学校、監督：植岡喜晴） - 制作[8]
- すでに老いた彼女のすべてについては語らぬために（2001年、ユーロスペース／映画美学校、監督：青山真治） - 制作部
- AA（2005年、ユーロスペース／映画美学校、監督：青山真治） - 制作部[9]
- 椅子（2002年） - 監督・脚本・製作・撮影・編集・音楽[10]
- Home Sweet Home（2004年） - 監督・脚本・制作・撮影[11]
- Alice in Caprices～奇想曲のアリス～（2004年） - 監督・脚本・制作・撮影[11]
- ざくろ屋敷 バルザック『人間喜劇』より（2006年、幻冬舎／東映アニメーション） - 監督・脚本・編集
- 東京人間喜劇（2008年、青年団／（有）アゴラ企画） - 企画・監督・脚本・編集
- 自転車と音楽（2009年、Watch That Sound） - 監督・脚本
- 歓待（2010年、和エンタテインメント） - 監督・脚本・編集・プロデューサー
- いなべ（2013年、よしもとクリエイティブエージェンシー） - 監督・脚本・編集
- ほとりの朔子（2013年） - 監督・脚本・編集・コプロデューサー
- さようなら（2015年） - 企画・監督・脚本・プロデューサー
- 淵に立つ（2016年） - 監督・脚本・編集 [12]
- 海を駆ける（2018年、日活＝東京テアトル） - 監督・脚本・編集[13][14]
- よこがお（2019年） - 監督・脚本[15]
- 本気のしるし〈劇場版〉（2020年） - 監督・脚本
- LOVE LIFE（2022年） - 監督・脚本・編集[16]
- 恋愛裁判（TBA）- 監督・脚本・企画

### テレビドラマ
- 本気のしるし（2019年10月14日 - 12月17日、メ〜テレ）- 監督

### 書籍
- 小説『淵に立つ』（2016年9月15日、ポプラ社）[17]
- 小説『海を駆ける』（2018年5月11日、文藝春秋[18]
- エッセイ「小津安二郎と家族の孤影」『小津安二郎 大全』（2019年3月、朝日新聞出版）収録
- 『日本映画の「働き方改革」 : 現場からの問題提起』（2024年10月、平凡社新書）

## 受賞歴
- 2008年 - 第3回KINOTAYO映画祭 - ソレイユ・ドール新人賞（『ざくろ屋敷』）[19]
- 2009年 - 大阪シネドライヴ2010 - 大賞（『東京人間喜劇』）
- 2010年 - 第23回東京国際映画祭 - 日本映画「ある視点」部門 作品賞（『歓待』）
- 2011年 - 第15回プチョン国際ファンタスティック映画祭 - 最優秀アジア映画賞（『歓待』）
- 2011年 - 第3回TAMA映画賞 - 最優秀新進監督賞（『歓待』）
- 2013年 - 第35回ナント三大陸映画祭 - グランプリ金の気球賞 & 若い審査員賞（『ほとりの朔子』）
- 2013年 - 第17回タリンブラックナイト映画祭 - 最優秀監督賞（『ほとりの朔子』）
- 2014年 - 第28回フリブール国際映画祭 - タレントテープアワード（『ほとりの朔子』）
- 2016年 - FILMADRID マドリード国際映画祭 - ディアス・デ・シネ最優秀作品賞（『さようなら』）
- 2016年 - 第69回カンヌ国際映画祭 - 「ある視点」部門 審査員賞（『淵に立つ』）
- 2016年 - エル シネマ大賞 2016 ベストディレクター賞（『淵に立つ』） [20]
- 2017年 - 第67回芸術選奨文部科学大臣新人賞（『淵に立つ』）[21]
- 2018年 - フランス文化省 芸術文化勲章シュバリエ（騎士）授与[22][23]
- 2022年 - 第35回東京国際映画祭 - 黒沢明賞[24]